# Joseph Privat de Molières
Joseph Privat de Molières   (Tarascó, 21 de maig de 1676 - París, 12 de maig de 1742) va ser un físic i matemàtic francès del segle xviii professor del Collège Royal.

## Vida
Privat de Molières va néixer en una família de l'aristocràcia provençal. Va tenir una infància malaltissa, i els seus pares no el van obligar ni a estudiar ni a treballar, donant-li certa llibertat. Era de natural curiós i va començar a estudiar pel seu compte, prenent gust per les matemàtiques.
El seu germà gran va morir a la guerra el 1695 i els seus pares volien que es fes càrrec de la hisenda familiar, però ell decideix seguir els seus estudis. En aquests anys estudia a diferents escoles de l'Oratori a Ais de Provença, Marsella, Arles i Angers; en aquesta darrera coneixerà Charles René Reyneau qui serà la seva influència més notable.
L'any 1699 trenca definitivament amb la família i ingressa a l'orde de l'Oratori; el 1701 és ordenat sacerdot. A partir d'aquesta data serà professor a diversos col·legis de l'Oratori (Saumur, Juilly, Soissons, fins que el 1704 pasarà a París on coneixerà Malebranche amb qui treballarà i estudiarà.
El 1709, a causa d'un procés judicial i de les gelades, la seva família s'arruïna i a Privat només li quedarà una pensió alimentaria pel seu títol clerical.
El 1715, en morir Malebranche, s'esmerça en l'estudi de les matemàtiques i presenta diverses memòries a l'Acadèmie Royale des Sciences fins que el 1721 hi és admès com a adjunt de Mecànica de l'Acadèmie. El 1723 també va obtenir el lloc de professor del Collège Royal en substitució de Varignon.
El 1729 va ser nomenat membre associat de l'Acadèmie des Sciences i fellow de la Royal Society.
Va morir a la seva casa de París d'unes febres provocades, segons sembla, per un enuig amb els seus col·legues de l'Acadèmie que se'n reien de la seva mala vista. Tenia 65 anys.

## Obra
Privat de Molières va ser un aferrissat defensor de la teoria dels vòrtex cartesiana, contrària a les teories de Newton i de la gravitació universal.
- Leçons de mathématiques nécessaires pour l'intelligence des principes de physique qui s'enseignent actuellement au Collège royal (Paris, 1725): es tracta de les seves classes de matemàtiques al Collège Royale.
- Leçons de Physique contenant les élements de la Physique, déterminés par les seules Lois des Mécaniques, en quatre volums publicats a París entre 1734 i 1739. El seu projecte era el de presentar tota la física deduïda d'uns pocs principis fonamentals, com Euclides havia fet amb la geometria[9] i, al mateix temps, reconciliar les teories de Descartes amb les de Newton.[10] En aquest darrer sentit serà important el seu treball per mantenir viva la teoria dels vòrtex de Descartes, quan la majoria de la comunitat científica ja l'havia abandonada.[11] En aquest sentit cal destacar el seu treball de matematització de la teoria,[12] incorporant, a més, teories químiques[13] i elèctriques.[14]